# 歐學啓
歐學啓（？—1599年），字覺先，號古愚，湖廣長沙衛人。明朝政治人物、進士出身。

## 生平
万历二十五年丁酉科湖廣鄉試舉人，二十六年（1598年）戊戌科進士，户部觀政，授中牟县知县。县有巨璫，学启不为礼，璫庭辱县丞、县尉将以胁学启，士民愤璫，交殴之，几死，学启亦濒于危，当事持之，得无恙。逾年卒于任。